# André Rigaud

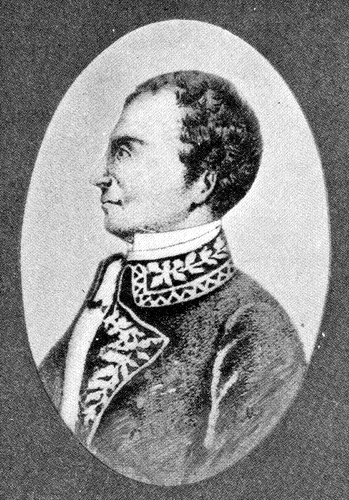
André Rigaud

André Rigaud (* 1761 in Les Cayes, Haiti; † 18. September 1811 ebenda) war ein haitianischer Politiker und einer der Führer der mulattischen Volksgruppe während der Haitianischen Revolution.

## Frühes Leben und Exil
Rigaud wurde als Sohn eines wohlhabenden französischen Plantagenbesitzers und einer Sklavin im Süden der damaligen französischen Kolonie Saint-Domingue, dem heutigen Haiti, geboren. Nach seiner Ausbildung als Goldschmied in Bordeaux stieg Rigaud als Nachfolger von Vincent Ogé und Julien Raimond zum wichtigsten Vertreter der Interessen der freien Farbigen in Saint-Domingue auf. Als solcher machte er sich die Ideen der Französischen Revolution zu Eigen. Insbesondere begrüßte er die Erklärung der Menschen- und Bürgerrechte und die dort verankerte bürgerliche Gleichheit aller freien Menschen.
Mitte der 1790er Jahre bildete Rigaud eine Armee, die sich zur führenden Kraft im Westen und im Süden der Kolonie entwickelte. Zu seinen Gefolgsleuten zählten u. a. die späteren haitianischen Präsidenten Alexandre Sabès Pétion und Jean-Pierre Boyer, die gleichfalls Mulatten waren. Étienne Polverel, einer der von der französischen Revolutionsregierung in die Kolonie entsandten Kommissare, die dort 1793 die  Sklaverei verboten, stattete Rigaud mit einer Regierungsvollmacht aus.
Von 1793 bis 1798 spielte Rigaud eine wichtige Rolle bei der Abwehr einer britischen Invasion und bei der Wiedereinrichtung der Plantagenwirtschaft. Rigaud geriet jedoch in einen Konflikt mit dem schwarzen General Toussaint L'Ouverture, der als Vertreter der ehemaligen Sklaven den Norden der Kolonie beherrschte. Rigaud weigerte sich, seine Kompetenzen in dem von ihm beherrschten Landesteil an L’Ouverture abzutreten, obwohl dieser einen höheren Rang in der französischen Revolutionsarmee innehatte. Daraufhin marschierten L'Ouvertures Truppen im Juni 1799 in Rigauds Territorium ein und es begann der erbitterte Krieg der Messer zwischen den ehemaligen Sklaven und den Mulatten. Der Konflikt zwischen L'Ouverture und Rigaud wurde von Gabriel Marie Joseph d'Hédouville, dem französischen Gouverneur der Kolonie, angeheizt. Die Auseinandersetzung endete 1800 mit dem Sieg L'Ouvertures und Rigaud musste sich nach Frankreich ins Exil begeben.

## Rückkehr und Tod
1802 kehrte Rigaud im Gefolge einer von Charles Victoire Emmanuel Leclerc, dem Schwager Napoleon Bonapartes, geführten französischen Invasionsstreitmacht nach Saint-Domingue zurück. Ziel des Feldzugs waren die Entmachtung L'Ouvertures sowie die uneingeschränkte Wiederherstellung der französischen Herrschaft und der Sklaverei. Die Abschaffung der Sklaverei hatte zum Zusammenbruch der Kolonialwirtschaft geführt und die Ausfuhr von Plantagenerzeugnissen wie Zucker und Kaffee war nachhaltig zurückgegangen. Das Unternehmen war zunächst erfolgreich. L'Ouverture wurde gefangen genommen und nach Frankreich deportiert. Allerdings mussten die Franzosen sich weiterhin des Widerstands einheimischer Truppen erwehren, die nun von L'Ouvertures Offizieren geführt wurden. Auch einige Anhänger Rigauds, wie etwa Pétion, wechselten die Seiten. Nach zwei weiteren Kriegsjahren siegten schließlich die einheimischen Streitkräfte unter General Jean-Jacques Dessalines, der Saint-Domingue unter dem Namen Haiti zum unabhängigen Staat ausrief und sich selbst bald darauf zum Kaiser von Haiti krönte.
Angesichts des Fehlschlags der Invasion wurde Rigaud zurück nach Frankreich geschafft und für einige Zeit im Fort de Joux eingekerkert, wo auch sein Rivale L'Ouverture bis zu seinem Tod 1803 inhaftiert war.
Im Jahr 1810 kehrte Rigaud noch einmal nach Haiti zurück, wo er sich in Gegnerschaft sowohl zu Pétion, der zwischenzeitlich den Süden des Landes beherrschte, als auch zu Henri Christophe, der zu dieser Zeit im Norden Haitis regierte, zum Präsidenten der südlichen Provinz ausrief und sich auf der südlichen Halbinsel Haitis festsetzte. Rigaud starb jedoch bereits im folgenden Jahr und sein Herrschaftsbereich fiel an Pétion zurück.